# پیرینم
پیرینم (به لاتین: Pirinem) یک منطقهٔ مسکونی در روسیه است که در استان آرخانگلسک واقع شده‌است.